# Nicolás Hernández Rodríguez
Nicolás Hernández Rodríguez (Villavicencio, 18 gennaio 1998) è un calciatore colombiano, difensore del Banfield.

## Caratteristiche tecniche
È un difensore centrale.

## Carriera
Cresciuto nel settore giovanile del Atlético Nacional, nel 2018 viene prestato al Real San Andrés dove debutta nella seconda divisione colombiana. L'anno seguente viene confermato in rosa ed il 27 gennaio debutta in prima squadra giocando l'incontro di Categoría Primera A pareggiato 0-0 contro l'Once Caldas. Nel 2019 viene nuovamente prestato, questa volta al Santa Fe.
Il 6 agosto 2021 si trasferisce a titolo definitivo all'Athl. Paranaense.

## Statistiche
Statistiche aggiornate al 9 agosto 2021.

### Presenze e reti nei club
| Stagione        | Squadra           | Campionato      | Campionato | Campionato | Coppe nazionali | Coppe nazionali | Coppe nazionali | Coppe continentali | Coppe continentali | Coppe continentali | Altre coppe | Altre coppe | Altre coppe | Totale | Totale | Totale |
| Stagione        | Squadra           | Comp            | Pres       | Reti       | Comp            | Pres            | Reti            | Comp               | Pres               | Reti               | Comp        | Pres        | Reti        | Pres   | Reti   |        |
| --------------- | ----------------- | --------------- | ---------- | ---------- | --------------- | --------------- | --------------- | ------------------ | ------------------ | ------------------ | ----------- | ----------- | ----------- | ------ | ------ | ------ |
| 2018            | Real San Andrés   | B               | 26         | 1          | CC              | 0               | 0               |                    | -                  | -                  |             | -           | -           | 26     | 1      |        |
| 2019            | Atlético Nacional | A               | 17         | 0          | CC              | 0               | 0               | CL+CS              | 4+1                | 0                  |             | -           | -           | 22     | 0      |        |
| 2019            | Santa Fe          | A               | 20         | 0          | CC              | 2               | 0               |                    | -                  | -                  |             | -           | -           | 22     | 0      |        |
| 2021            | Atlético Nacional | A               | 3          | 0          | CC              | 1               | 0               | CL                 | 0                  | 0                  |             | -           | -           | 4      | 0      |        |
| Totale carriera | Totale carriera   | Totale carriera | 66         | 1          |                 | 3               | 0               |                    | 5                  | 0                  |             | -           | -           | 74     | 1      |        |